# Eläkeläiset
Eläkeläiset (en finés, Los jubilados) es un grupo finlandés de música humppa fundado en 1993 en la ciudad de Joensuu, capital de Carelia del Norte, al este del país, por miembros del grupo Kumikameli (Camello de goma).

## Estilo
Eläkeläiset hacen versiones de conocidos temas pop y rock en los estilos de música popular finlandesa humppa (rápido) y jenkka (lento), y a veces también en formato polca o incluso vals. El origen del término humppa se remonta a la música finlandesa de entreguerras, y define a un tipo de música de baile con un ritmo similar al del foxtrot, pero mucho más rápido.
Las letras, en finés, son siempre paródicas o humorísticas, y pese a mantener con frecuencia ciertos elementos de la canción original, giran casi siempre en torno al hecho de bailar humppa y a la adicción y satisfacción que ello provoca. En sus primeras canciones se trataban también con ironía temas relativos a la tercera edad, de ahí el nombre del grupo, pero ese filón se abandonó hace tiempo, y no se vuelve a él más que de forma puntual.
Hasta el álbum Werbung, Baby!, todos los títulos contenían invariablemente las partículas «-humppa» , «-polkka» o «-jenkka». Los posteriores tampoco se distancian mucho de esta costumbre. En los últimos tiempos, desde el álbum Humppaelämää (2003), Eläkeläiset han comenzado a componer y grabar también su propia música.

## Conciertos
Tal y como se refleja a través de su página web oficial, desde el año de su creación dan una media de treinta conciertos al año, sobre todo en primavera y en otoño. Desde 1996, una parte importante tiene lugar en Alemania, donde gozan de gran popularidad. Tocan por lo general en salas pequeñas, aunque también han tomado parte en varios grandes festivales de heavy metal, como el famoso Wacken Open Air en Alemania o el Tuska Open Air en su tierra natal.
Entre sus múltiples excentricidades está la costumbre de esconder o enterrar durante las giras botellas de alcohol en los alrededores del lugar en el que van a actuar, colgando en su página web un mapa hecho a mano que marca el itinerario a seguir para encontrarlas.

## Fanes
Existen varios clubs de fanes del grupo en distintos países. A finales de los noventa existía uno alemán conocido como Die Rentner-Jugend (Juventudes de Los jubilados), del que a día de hoy nada se sabe. En 2004 se fundó la primera Humppajugend (Juventudes Humppa) alemana en Bonn, a la que fueron añadiéndose otras secciones locales distribuidas por toda la geografía germana. Existe también un equivalente polaco, el (Polish Humppa Team, fundado en el año 2000, otro finlandés, los (Humpparetkut, Los Humppa-andrajosos) y, desde junio de 2009, también uno español, el (Frente Humppa Espanja).
Mientras que inicialmente los fanes de Eläkeläiset provenían principalmente de la escena punk, el grupo se ha ido haciendo cada vez más popular entre los aficionados a la informática o geeks, especialmente los programadores de OpenBSD, así como entre los fanes del heavy metal.

## Miembros
- Onni Waris (teclado, voz)
- Petteri Halonen (órgano electrónico, guitarra, voz)
- Lassi Kinnunen (acordeón, voz)
- Martti Waris (bajo, voz)
- Kristian Voutilainen (batería, voz)

También forman parte del grupo, aunque no musicalmente, Ilmari Koivuluhta (ingeniero de sonido, encargado de la logística) y Pekka Jokinen (ilustraciones, mercadotecnia), entre otros.

## Versiones
Entre otras, Eläkeläiset han versionado las siguientes canciones:
- Anarkistijenkka (Anarchy in the UK, de los Sex Pistols)
- Astuva humppa (These Boots Are Made for Walking, de Nancy Sinatra)
- Dementikon keppihumppa (I Was Made for Lovin' You, de Kiss)
- Hotelli Helpotus (Hotel California, de los Eagles)
- Hullun jenkka (Paranoid, de Black Sabbath)
- Humppaan (Layla, de Eric Clapton y Derek and the Dominos)
- Humppabarbi (Barbie Girl, de Aqua)
- Humppaleski 45 (Every Breath You Take, de The Police)
- Humppanirvana (Smells Like Teen Spirit, de Nirvana)
- Humppasonni (Join Me, de HIM)
- Humppaukaasi (We Will Rock You, de Queen)
- Jääkärihumppa (The Final Countdown, de Europe)
- Olkoon humppa (Let There Be Rock, de AC/DC)
- Päätön humppa (Enola gay, de Orchestral Manoeuvres in the Dark)
- Paratiisihumppa (Gansta's Paradise, de Coolio)
- Savua Laatokalla (Smoke on the Water, de Deep Purple)
- Vanhamiljonäärihumppa (London Calling, de The Clash)
- Vihaan humppa (Hate Me!, de Children of Bodom)
- Luikurihumppa (Personal Jesus de Depeche Mode)

En la página web del Frente Humppa Espanja puede encontrarse una lista más exhaustiva presentada en castellano.
Eläkeläiset sólo han versionado una canción original en español, Macarena, de Los del Río, durante la época en que aquel tema hacía furor en todo el mundo. La canción está incluida en el directo In Humppa We Trust.

## Discografía

### LP
- Joulumanteli (1994, sólo disponible en casete)
- Humppakäräjät (1994)
- Humpan Kuninkaan Hovissa (1995)
- In Humppa We Trust (1996, directo)
- Humppamaratooni (1997)
- Werbung, Baby! (1999)
- Humpan Kuninkaan Hovissa (2000)
- Humppa-Akatemia (2000, doble álbum recopilatorio)
- Humppa Till We Die (2000)
- Humppa! (2001)
- Pahvische (2002)
- Humppaelämää (2003)
- Humppasirkus (2006)
- Humppakonsertto (2007, directo)
- Humppa United (2008)
- Humppabingo (2009, doble álbum recopilatorio)

### EP
- Humppalöyly (1995)
- Humppaorgiat (1999)
- Jenkkapolkahumppa (2001)
- Joulutorttu (2002)
- Katkolla Humppa (2003)
- Keväthumppa (2003)
- Das Humppawerk (2006)

### Sencillos
- Pyjamahumppa (1995)
- Dementikon Keppihumppa / Take Me to the City (1997)
- Sensational Monsters of Humppa (1998)
- Huipputähtien Ykköshitit (1999)
- Ja Humppa Soi (2000)
- Jukolan humppa (2006)

### DVD
- Sekoilun Ytimessä 1993-2003 – Ten Years of Finnish Humppa in the Core of Sekolation (2003, con grabaciones de distintos conciertos y algunas pistas de karaoke)